# Joe Kidd
Joe Kidd er en amerikansk western fra 1972 med Clint Eastwood og Robert Duvall i hovedrollerne. Manuskriptet er udarbejdet af Elmore Leonard, og filmen er instrueret af John Sturges. 
Filmen handler om en rig godsejer, der hyrer en revolvermand til at opspore en mexicansk revolutionær, Luis Chama, som kæmper for landboreformer. 

## Plot
Filmen foregår i begyndelsen af 1900-tallet med Clint Eastwood i rollen som Joe Kidd, som har siddet fængslet for at jage på indiansk territorium og derved underminere freden i byen Sinola i New Mexico. Den mexicanske revolutionære Luis Chama (John Saxon) har organiseret et bondeoprør mod de lokale godsejere, som har fordrevet fattige bønder fra områder, der juridisk tilhører bønderne.
Den rige godsejer Frank Harlan (Robert Duvall) samler en gruppe, som skal opspore Chama. Kidd ønsker at være neutral i konflikten, men tilslutter sig gruppen, da han opdager, at Chamas bande har angrebet hans egen ranch.
Harlans folk tager gidsler i en landsby og truer med at dræbe dem, medmindre Chama overgiver sig. Kidd beslutter sig for at hjælpe gidslerne, blandt disse Helen, som er Chamas elskerinde, hvilket Kidd dog ikke er klar over. 
Kidd redder gidslerne, men er samtidig fast besluttet på at bringe Chama for retten. Han pågriber Chama og overgiver denne til sheriffen Mitchell (Gregory Walcott), som imidlertid er allieret med Harlan. 
Kidd dræber Harlans håndlangere og også Harlan i retsbygningen, hvor han har skjult sig i dommerens stol.
Chama bliver nu udleveret til Mitchell, efter at Kidd har bebrejdet denne, at han ikke forhindrede Harlans morderiske hensigter. I løbet af optagelserne blev afslutningen ændret, så den passede med en joke fra Bob Daley, som foreslog, at et tog skulle brase gennem en saloon. De medvirkende syntes, at forslaget var en fremragende ide. I slutscenen forlader Joe Kidd byen sammen med Helen.

## Medvirkende
- Clint Eastwood som Joe Kidd
- Robert Duvall som Frank Harlan
- John Saxon som Luis Chama
- Don Stroud som Lamarr Simms
- Stella Garcia som Helen Sanchez
- James Wainwright som Olin Mingo
- Paul Koslo som Roy Gannon
- Gregory Walcott som Sinola County Sheriff Bob Mitchell
- Dick Van Patten som Hotel manager
- Lynne Marta som Elma
- John Carter som dommeren
- Pepe Hern som præst
- Joaquín Martínez som Manolo

## Produktion
Eastwood fik overdraget manuskriptet, udarbejdet af forfatteren Elmore Leonard, af Jennings Lang. Den oprindelige roman, manuskriptet er baseret på, har titlen The Sinola Courthouse Raid,. Karakteren Luis Chama var inspireret af en tilhænger af Robert F. Kennedy ved navn Reies Lopez Tijerina. Denne blev kendt for angrebet på en retsbygning i Tierra Amarilla, New Mexico i juni 1967. Han tog gidsler med et krav om at efterkommere efter spanske indvandrere skulle have deres forfædres jord tilbage. Leonard beskrev i sin roman Luis Chama som en desprat enspænder; denne rolle fik John Saxon i filmen. Robert Duvall blev castet som Frank Harlan, en brutal jordejer, der hyrer Joe Kidd, spillet af Eastwood til at opspore Chamas bande. Don Stroud, som havde spillet sammen med Eastwood i Coogan's Bluff har også en af de fremtrædende roller i filmen.
John Sturges, som tidligere havde instrueret westerns som Syv mænd sejrer (Originaltitel: The Magnificent Seven) fra 1960), instruerede filmen. Optagelserne begyndte i Old Tucson i november 1971, sideløbende med en anden westernproduktion, John Hustons The Life and Times of Judge Roy Bean. De udendørs optagelser blev foretaget nær June Lake, øst for Yosemite National Park. Skuespillerne var i begyndelsen skeptiske overfor styrken i de tre hovedpersoners karaktertræk, ikke mindst hvordan helten Joe Kidd kunne brænde igennem. Ifølge Leonard gik optagelserne i starten trægt, fordi flere af skuespillerne virkede benovede over Sturges' ry som instruktør. Desuden var Eastwood ramt af en infektion, som havde sat sig på bronkierne og gav ham paniske anfald. I nogle medier blev dette fejlagtigt omtalt som allergi overfor heste.

## Modtagelse
Joe Kidd havde premiere i USA i juli 1972 og indtjente $5.8 millioner$.  Filmen fik blandede modtagelser af kritikerne. Roger Greenspun fra The New York Times skrev i sin anmeldelse: "I think it is a very good performance in context. Like so many Western heroes, Joe Kidd figures even in his own time as an anachronism — powerful through his instincts mainly, and through the ability of everybody else, whether in rage or gratitude, to recognize in him a quality that must be called virtue. The great value of Clint Eastwood in such a position is that he guards his virtue very cannily, and in the society of "Joe Kidd," where the men still manage to tip their hats to the ladies, but just barely, all the Eastwood effects and mannerisms suggest a carefully preserved authenticity." New York Post var meget kritisk indstillet overfor filmen, men roste skuespillerne for en præstation som "diamanter placeret i mudder".

## Eksterne links
- Joe Kidd på Internet Movie Database (engelsk)
- Joe Kidd på Filmdatabasen
- Joe Kidd på Scope
- Joe Kidd i Svensk Filmdatabas (svensk)
- Joe Kidd på AlloCiné (fransk)
- Joe Kidd på MovieMeter (nederlandsk)
- Joe Kidd på AllMovie (engelsk)
- Joe Kidd hos American Film Institute (engelsk)
- Joe Kidds profil hos Encyclopædia Britannica Online (engelsk)
- Joe Kidd på Turner Classic Movies (engelsk)